# Ото Нагел
Ото Нагел (на немски: Otto Nagel, 1894 – 1967 г.) е германски живописец и график, един от най-известните художници в ГДР, организатор и ръководител на Германската академия на изкуствата, майстор на градския пейзаж и жанровите сцени. Известен е най-вече със своите картини, изобразяващи Берлин.

## Биография
Ото Нагел е роден на 27 септември 1894 г. в семейство на дърводелец, социалдемократ. След като завършва училище, се обучава да работи със стъкло в областта на мозайката и витража.
По време на Първата световна война Нагел попада в наказателен лагер, защото отказва да изпълняват военна служба. През 1919 г. рисува първата си картина, под влияние на творчеството на Август Маке. През 1920 г. Нагел става член на Комунистическата партия. През 1922 г. съвместно с Ервин Пискатор организира Общество за помощ на художниците. От 1928 до 1932 г. е редактор в сатиричното списание „Ойленшпигел“ („Eulenspiegel“).
През 1933 г. Нагел е избран за председател на Националната федерация на художниците в Германия, но ден по-късно нацистите анулират избирането му. Много от картините му са определени като „упадъчни“ и унищожени.
След Втората световна война Нагел живее известно време в Потсдам, където днес има училище, носещо неговото име, а след 1950 г. се мести в Източен Берлин.
През 1950 г. е удостоен с Националната премия на ГДР. През 1957 г. е удостоен с Наградата „Гьоте“ на град Берлин. Участва в създаването на Германската академия на изкуствата в Берлин и от 1956 до 1962 г. заема поста президент на академията. През 1967 г. е удостоен с Наградата „Кете Колвиц“.
Умира на 12 юли 1967 г. в берлинския район Бисдорф.